# Aspspindling
Aspspindling (Cortinarius lucorum) är en svampart som först beskrevs av Elias Fries, och fick sitt nu gällande namn av Jakob Emanuel Lange 1938. Aspspindling ingår i släktet Cortinarius och familjen spindlingar.  Arten är reproducerande i Sverige. Inga underarter finns listade i Catalogue of Life.